# Crossocerus leucostoma
Crossocerus leucostoma is een vliesvleugelig insect uit de familie van de graafwespen (Crabronidae). De wetenschappelijke naam is gepubliceerd in 1758 door Linnaeus in de tiende editie van Systema naturae.